# Тедизолид
Тедизолид — антибиотик класса оксазолидинонов для лечения острых бактериальных инфекций кожи и мягких тканей. Одобрен для применения: США (2014). С 1 января включен в перечень ЖНВЛП России.

## Механизм действия
Фосфат тедизолида — пролекарство, которое превращается в тедизолид под воздействием плазменных фосфатаз.
Взаимодействует с 23S (50S) бактериальной рибосомы.
Нарушает синтез белка.

## Показания
Лечение острых бактериальных инфекций кожи и мягких тканей у взрослых, вызванных
грамположительными микроорганизмами:
- Staphylococcus aureus (включая метициллин-резистентный золотистый стафилококк), Streptococcus pyogenes, Streptococcus agalactiae, Streptococcus anginosus (S. anginosus, S. intermedius, S. constellatus), Enterococcus faecalis.